# Cantó de Nuèlh
El cantó de Nuèlh és un cantó del departament francès de l'Alta Viena, a la regió de Llemosí. Està inclòs al districte de Limoges i té sis municipis. El cap cantonal és Nuèlh.

## Municipis
- Chaptalac
- Nuèlh
- Pairilhac
- Sent Gençan
- Sent Jauvenç
- Vairac

## Història
| Data d'elecció                           | Identitat        | Partit | Qualitat |
| ---------------------------------------- | ---------------- | ------ | -------- |
| 1967-2001                                | Jean Mahaut      | PCF    |          |
| 2001-                                    | Nancette Mazière | PCF    |          |
| les dades anteriors no són pas conegudes |                  |        |          |
|                                          |                  |        |          |

## Demografia
| 1962  | 1968  | 1975  | 1982  | 1990  | 1999  | 2006  |
| ----- | ----- | ----- | ----- | ----- | ----- | ----- |
| 4.865 | 5.119 | 5.120 | 6.560 | 7.645 | 8.300 | 9.541 |